# 워싱턴 엘스워스 린지
워싱턴 엘스워스 린지(Washington Ellsworth Lindsey, 1862년 12월 20일, 오하이오주 암스트롱스 밀스 ~ 1926년 4월 5일, 뉴멕시코주 포르탈레스)은 미국의 정치인으로 뉴멕시코 주지사이다.

## 학력
- 1884 사이오 칼리지
- 1891 미시간 대학교 법학학사

## 경력
- 1900 미국 판무관
- 1903 ~ 1905 루즈벨트 카운티 서기
- 1905 ~ 1909 루즈벨트 카운티 지방 검사 보좌관
- 1909 ~ 1910 뉴멕시코주 포르탈레스 시장
- 1910 ~ 1912 뉴멕시코주 헌법제정회의 의원
- 1917.01 ~ 1917.02 제2대 뉴멕시코 부지사
- 1917.02 ~ 1919.01 제3대 뉴멕시코 주지사

## 역대 선거 결과
| 선거명      | 직책명          | 대수 | 정당   | 득표율 | 득표수   | 결과 | 당락                 |
| ----------- | --------------- | ---- | ------ | ------ | -------- | ---- | -------------------- |
| 1916년 선거 | 뉴멕시코 부지사 | 2대  | 공화당 | 49.19% | 32,742표 | 1위  | 뉴멕시코 부지사 당선 |